# Daniel Ståhl
Daniel Arvid Paavali Ståhl (Solna, 27 de agosto de 1992) es un deportista sueco que compite en atletismo, especialista en la prueba de lanzamiento de disco.
Participó en dos Juegos Olímpicos de Verano, en los años 2016 y 2020, obteniendo una medalla de oro en Tokio 2020, en el lanzamiento de disco. En los Juegos Europeos de Cracovia 2023 consiguió una medalla de plata en la misma prueba.
Ganó tres medallas en el Campeonato Mundial de Atletismo entre los años 2017 y 2023 y una medalla de plata en el Campeonato Europeo de Atletismo de 2018.

## Palmarés internacional
| Juegos Olímpicos   | Juegos Olímpicos      | Juegos Olímpicos | Juegos Olímpicos |
| Año                | Lugar                 | Medalla          | Prueba           |
| ------------------ | --------------------- | ---------------- | ---------------- |
| 2020               | Tokio (Japón)         | Medalla de oro   | Disco            |
| Campeonato Mundial |                       |                  |                  |
| Año                | Lugar                 | Medalla          | Prueba           |
| 2017               | Londres (Reino Unido) | Medalla de plata | Disco            |
| 2019               | Doha (Catar)          | Medalla de oro   | Disco            |
| 2023               | Budapest (Hungría)    | Medalla de oro   | Disco            |
| Juegos Europeos    |                       |                  |                  |
| Año                | Lugar                 | Medalla          | Prueba           |
| 2023               | Chorzów (Polonia)     | Medalla de plata | Disco            |
| Campeonato Europeo |                       |                  |                  |
| Año                | Lugar                 | Medalla          | Prueba           |
| 2018               | Berlín (Alemania)     | Medalla de plata | Disco            |